# アドリアン・ファン・ホーイドンク
アドリアン・ファン・ホーイドンク （Adrian van Hooydonk、1964年6月21日 - ）は、オランダの自動車デザイナーである。

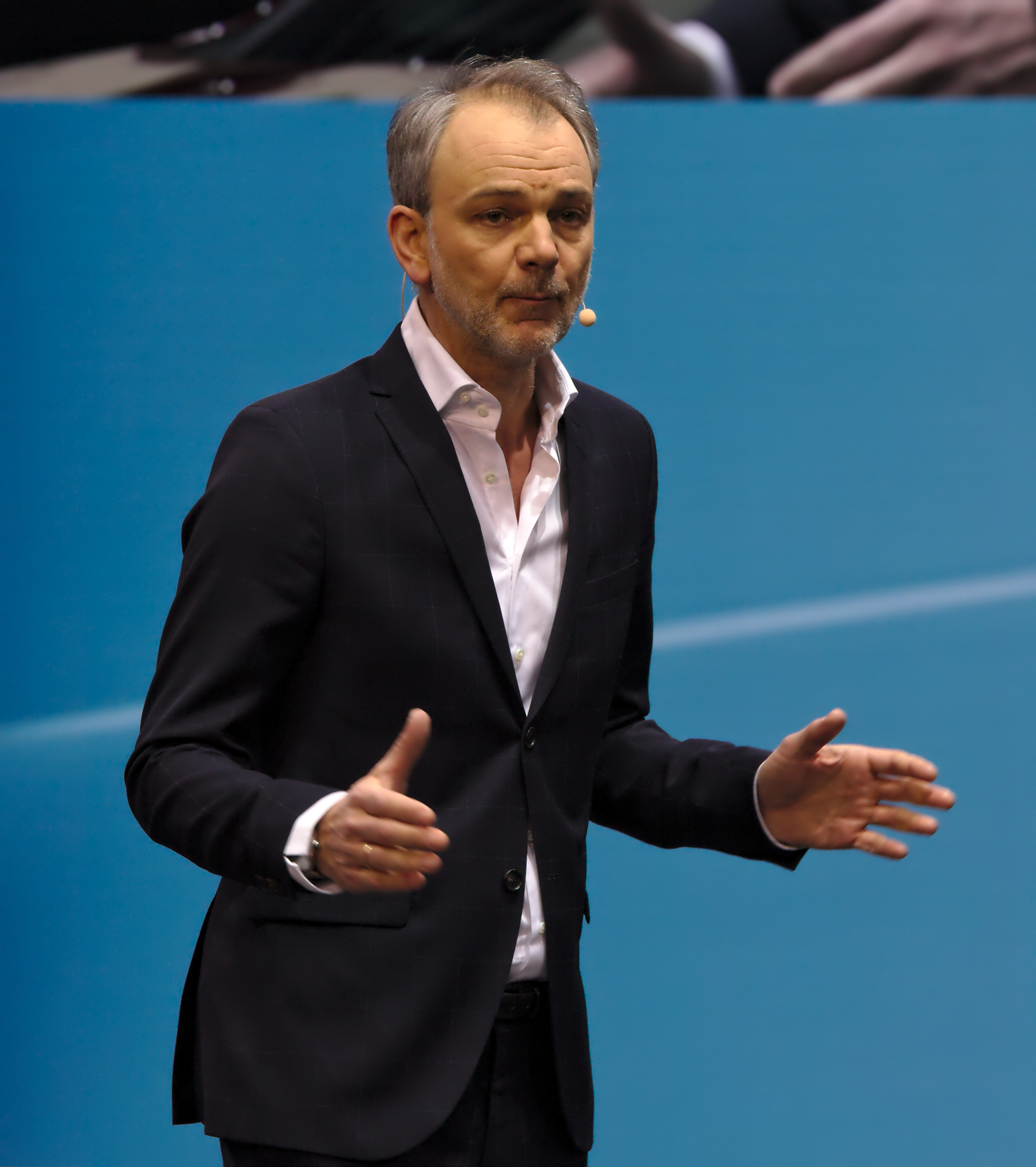
Adrian van Hooydonk (2018)

## 略歴
オランダのデルフト工科大学で学び、後にスイスのヴェヴェイで美術を学んだ。
2000年からはBMWで働いていて、2009年にクリス・バングルの後任のチーフ・デザイナーとなる。

## 代表作
- BMW・7シリーズ(F01)
- BMW・Z4(E89)